# La Hinojosa
La Hinojosa – gmina w Hiszpanii, w prowincji Cuenca, w Kastylii-La Mancha, o powierzchni 42,11 km². W 2011 roku gmina liczyła 242 mieszkańców.